# Reg Pridmore
Reg Pridmore (Londra, 15 luglio 1939) è un pilota motociclistico britannico, vincitore della prima edizione del campionato AMA Superbike nel 1976.
È il padre di Jason Pridmore, anch'esso pilota motociclistico professionista.

## Carriera
Iniziò a correre in Gran Bretagna all'inizio degli anni sessanta, vincendo la sua prima gara a Silverstone. Decise di vendere tutto quello che possedeva e trasferirsi negli Stati Uniti, prese casa nel sud della California e presto cominciò a gareggiare nelle locali gare motociclistiche, corse con moto a 4 tempi di derivazione stradale..
Nel 1976 l'A.M.A. creò un nuovo campionato per le moto derivate dalla serie. Pridmore venne assunto come pilota dall'importatore americano BMW, ed in sella a una R90S vinse il primo campionato AMA Superbike, davanti alle moto giapponesi.
L'anno successivo lasciò BMW e passò alla Kawasaki, ed in sella a una Z 1000 vinse il suo secondo titolo AMA superbike, il primo per un costruttore nipponico. Pridmore vinse anche i titoli 1977 e 1978, quest'ultimo all'età di 39 anni, a tutt'oggi il pilota più vecchio a vincere il titolo. Si ritira al termine della stagione 1979.
Dopo il suo ritiro ha gestito una scuola di guida motociclistica negli Stati Uniti. Nel 2002 è entrato a far parte del AMA Motorcycle Hall of Fame.